# Província de Khàrkiv
La província de Khàrkiv (en ucraïnès: Харківська область; en rus: Харьковская область) és una óblast (província) d'Ucraïna oriental. Forma part de la regió històrica de Slobidska Ukraïna (Слобі́дська Украї́на) o Slobojànsxyna (Слобожа́нщина). La capital de l'óblast és Khàrkiv (Ха́рків). Aquesta óblast limita amb la província de Sumi i amb la Federació Russa (província de Bélgorod) al nord, amb l'óblast de Luhansk a l'est, amb la de Donetsk al sud, amb la de Dnipropetrovsk al sud-oest, i amb la de Poltava a l'oest.

## Geografia física

### Relleu
La majoria de l'óblast consisteix en plana o plana ondulant que conforma el sector nord-est de la "terra baixa del PreDniéper" o "depressió de la conca del Dniéper" (Придніпро́вська низовина, Prydniprovska nyzovynà). Al nord de l'óblast es troben els pujols de la "terra alta de Rússia central" (Середньоруська височина, Serednoruska vyssotxynà), i al sud-est, els pujols de la "terra alta de Donetsk" (Донецька височина, Donetska vyssotxynà), també coneguts com els "Munts de Donetsk" (Доне́цький кряж, Donetskyi kriaj).

### Hidrografia

#### Rius principals
El riu major de l'óblast és el Síverski Donets. Els altres rius importants són afluents d'aquest, i estan indicats aquí en ordre orogràfic (des de l'origen fins a la desembocadura, on E = afluent esquerra, i D = afluent dret).

##### Conca del Síverski Donets
- Síverski Donets (Сі́верський Доне́ць, 1053 km). Aquest riu de la conca de la mar d'Azov, tributari del riu Don neix a Rússia, al poble de Podolkhi (Подольхи), a l'óblast de Bélgorod, passa uns 40 km abans de travessar la frontera amb Ucraïna, travessa les óblasts de Khàrkiv, Donetsk i Luhansk, després creua la frontera de nou i desemboca al riu Don, a l'óblast de Rostov, Rússia, al sud de Konstantinovsk, a 218 km abans que el Don desemboqui a la mar d'Azov. És el riu més important d'Ucraïna oriental i el quart riu més important d'Ucraïna quant a mida.
  - Vovtxa o Vovtxi Vody (Во́вча o Во́вчі Во́ди, E, 90 km), neix a Rússia i passa per la província de Khàrkiv. S'uneix al Síverski Donets al km 941 abans de la seva desembocadura al riu Don. El riu banya la ciutat de Vovtxansk, entre altres llocs. Un dels seus afluents és el Plotva (Плотва, 36 km).
  - Babka o Velika Babka (Бабка, tb. Велика Бабка, D, 42 km), neix prop de l'assentament de tipus urbà de Peremoha. Tot ell transcorre dins el territori de la província de Khàrkiv.
  - Khotímlia (Хотімля, E, 38 km), província de Khàrkiv. Neix al poble de Prykolotne (Приколотне) i s'uneix al Síverski Donets a uns 881 km de la seva desembocadura al riu Don.
  - riu Uda o Udy (Уда o Уди, D, 164 km, 127 dels quals a la província de Khàrkiv), neix a Rússia, al poble de Bessónovka (Бессоновка) i passa per l'óblast de Bélgorod abans d'entrar a Ucraïna, província de Khàrkiv. S'uneix al Síverski Donets a 825 km de la seva desembocadura al riu Don. Passa per la ciutat de Khàrkiv.
    - riu Lópan (Ло́пань, 93 km), neix a Rússia, a l'óblast de Bélgorod, entra a Ucraïna per la província de Khàrkiv i passa per la ciutat de Khàrkiv abans d'unir-se al riu Uda.
      - riu Khàrkiv (Харків, 71 km), neix a Rússia, a l'óblast de Bélgorod, entra a Ucraïna per la província de Khàrkiv, i s'uneix al Lópan a la ciutat de Khàrkiv.
        - riu Nemýxlia (Немишля), afluent del riu Khàrkiv, banya la ciutat de Khàrkiv.

  - riu Moj, també Mja (Мож, tb. Мжа, D, 77 km). Tot ell dins la província de Khàrkiv. S'uneix al Síverski Donets a 794 km de la seva desembocadura al riu Don.
  - Velykyi Burluk (Великий Бурлук, "Gran Burluk", E, 93 km). Aquest riu de la província de Khàrkiv neix al poble de Malyi Burluk (Малий Бурлук, "Petit Burluk") i s'uneix al Síverski Donets a 868 km de la seva desembocadura al riu Don.
  - Riu Bereka (річка Берека, ritxka Bereka, D, 82 km, abans 102 km), neix al poble de Bereka (província de Khàrkiv) i s'uneix al Síverski Donets a 419 km del seu naixement (i 634 de la seva desembocadura al riu Don), però ara a través de l'últim tram del canal Dniéper-Donbàs (канал Дніпро — Донбас, començat el 1962), construït per unir el Dniéper amb el Síverski Donets i així alleugerir el problema de la sobreexplotació del cabal del Síverski Donets després de la construcció d'un canal anterior, el canal Síverski Donets - Donbàs (Канал Сіверський Донець — Донбас), construït entre el 1955 i el 58 a raó de l'alta industrialització de la zona del Donbàs i les seves grans necessitats d'aigua. A partir de la construcció del canal Dnièper-Donbàs, així, es pot dir que el riu Bereka efectivament desemboca al canal Dnièper-Donbàs, i passa, doncs, d'una llargada de 102 km a una de 82.
  - Mókryi Iziumets (Мо́крий Ізю́мець, "Petita Pansa Mullada", E, 26 km), aquest riu de la província de Khàrkiv neix al poble de Buhàïvka (Бугаївка) i desemboca al Síverskyi Donets a la ciutat d'Izium (Ізюм, "Pansa"). Al seu pas, recull les aigües del Sukhíi Iziumets (Сухий Ізюмець, "Petita Pansa Seca") i del Kúnia o Kunià (Кун'я).
  - Riu Oskil (Оскіл, E, 436 km), neix a Rússia, a l'óblast de Kursk, passa per la de Bélgorod, després entra a Ucraïna i travessa la província de Khàrkiv. S'uneix al Síverski Donets al km 580 abans de la seva desembocadura al riu Don.
- Sukhýi Torets (Сухий Торець, 97 km), afluent esquerra del Kazennyi Torets (Казе́нний Торе́ць), que al seu torn s'uneix al Síverski Donets. Neix a la província de Khàrkiv, prop del poble de Semenivka (Семенівка), i banya l'óblast de Donetsk també.

##### Conca del Dniéper
- Orill (Оріль, 346 km). Aquest afluent esquerre del Dniéper neix vora el poble de Iefremivka (Єфремівка), província de Khàrkiv. Passa també per les óblasts de Poltava i Dnipropetrovsk.
  - Orillka (Орілька, 95 km), afluent esquerra de l'Orill, neix vora el poble de Jovtneve (Жовтневе).
  - Berestova (Берестова, 99 km), afluent dret del riu Orill.
  - Ortxyk (Орчик, 108 km), afluent dret del riu Orill, neix vora el poble de Vodianà Balka (Водяна Балка).

#### Llacs, embassaments, canals
L'óblast compta amb molts llacs entre boscs i també llacs pantanosos. El llac més gran de l'óblast es diu Liman, tot i que, tècnicament, no és un liman. Es troba prop del poble de Liman, entre l'assentament de tipus urbà de Komsomolske i el d'Andríïvka (Андріївка), no gaire lluny del Síverski Donets.
Per l'óblast passa el canal Dniéper-Donbàs (vegeu a dalt sota Riu Bereka).
Hi ha dos embassaments majors: 
- L'embassament de Txervonyi Oskil (Червонооскі́льське водосховище, Txervonooskilske vodoskhòvysxe), sobre el riu Oskill i prop del poble de Txervonyi Oskil (Червоний Оскіл, "Oskil vermell"). Té una superfície de 122,6 km² i una llargada de 84 km, amb una amplada màxima de 4 km.

- L'embassament de Petxenihy (Печені́зьке водосховище, Petxenizke vodoskhòvysxe), sobre el Síverski Donets i prop de l'assentament de tipus urbà de Petxenihy (Печеніги). Té una superfície de 86,2 km² i una llargada de 65 km, amb una amplada màxima de 3 km.

### Ecoregions, flora i fauna
L'óblast es troba a les zones d'estepa boscosa i d'estepa. El tipus de sol més freqüent és el txornozem.

### Clima
L'óblast té un clima continental temperat amb estius calorosos i humits i hiverns relativament freds i ennuvolats.

### Parcs naturals
- Parc natural nacional dels boscs de Homillxa (Національний природний парк «Гомільшанські ліси», Natsionalnyi pryrodnyi park "Homillxanski lissý") - un parc seguint la vall del Síverski Donets i que inclou boscs i prats inundables, i estepa boscosa. Es troba prop dels pobles de Velyka Homillxa i Sukhà Homillxa. Vegeu la pàgina oficial del parc[Enllaç no actiu] (en ucraïnès) i la pàgina d'Ucraïna Incògnita (en ucraïnès).
- Parc natural nacional de la Slobojànsxyna (Слобожанський національний природний парк, Slobojanskyi natsionalnyi pryrodnyi park) - prop de la vila de Krasnokutsk (Краснокутськ) a la vora del riu Merla (річка Мерла), tributari del Vorskla (Ворскла), de la conca del Dniéper, el parc inclou molts prats inundables i bosc de ribera. El parc es va declarar el 2009 a partir del Parc forestal o parc dendrològic de Krasnokutsk (Краснокутський дендропарк, Krasnokutskyi dendropark), creat el 1793. Vegeu l'article a Природа України Pryroda Ukraïny (Natura d'Ucraïna) (en ucraïnès).
- Parc natural nacional de Dvoritxna (Дворічанський національний природний парк, Dvoritxanskyi natsionalnyi pryrodnyi park) - es troba al raion de Dvoritxna (Дворіча́нський райо́н, Dvoritxanskyi raion) i la vila de Dvoritxna (Дворічна, "Vila Dos Rius"), que es troba a la confluència dels rius Verkhna Dvoritxna (Верхня Дворічна) i Oskil (Оскіл) a l'extrem nord-est de l'óblast. Vegeu l'article a Природа України Pryroda Ukraïny (Natura d'Ucraïna) (en ucraïnès).
- Parc natural regional d'Iziumska Luka (nom oficial: регіональний ландшафтний парк місцевого значення "Ізюмська лука", transcrit: rehionalnyi landxaftnyi park mistsevoho znatxènnia "Iziumska luka", traducció literal: Parc regional paisatgístic d'importància local "Prat d'Izium" [o "prat de la pansa"]). Els seus 5.002 ha. comprenen espais d'aiguamolls, prats i bosc de ribera a la riba esquerra del Síverski Donets, tot a la província de Khàrkiv, prop de la ciutat d'Izium ("Pansa").

## Política i govern

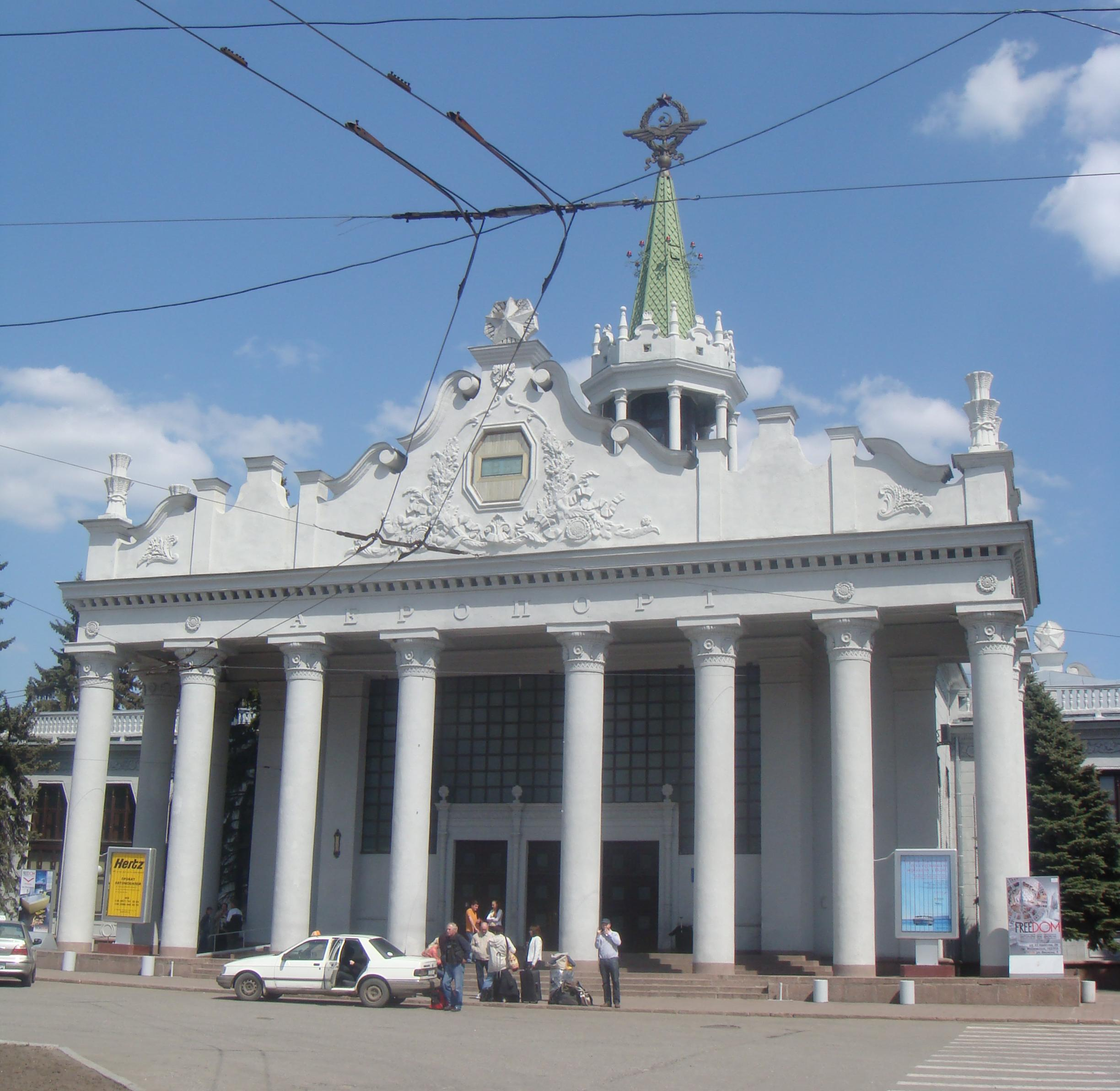
Aeroport internacional de Khàrkiv.

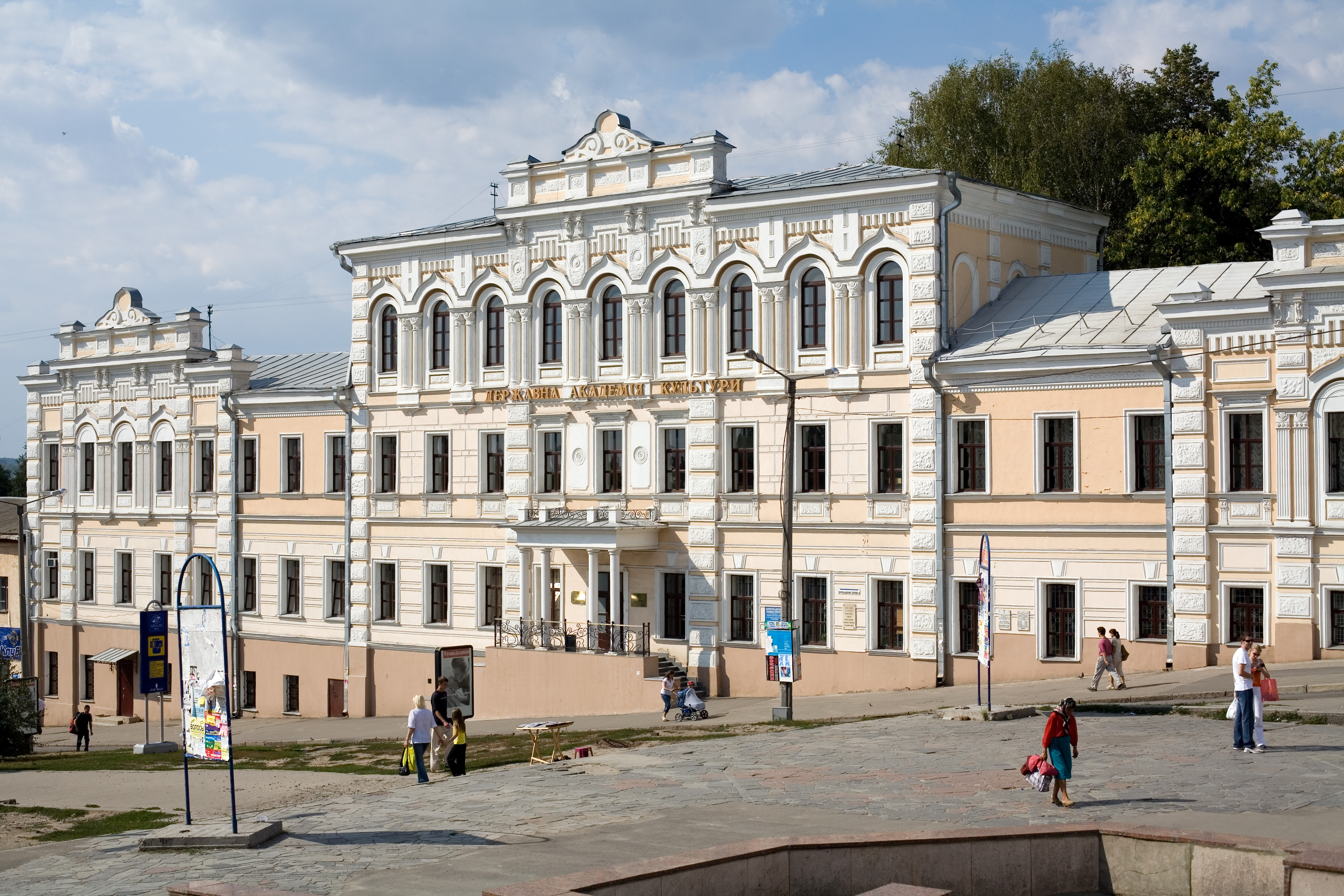
Acadèmia de Cultura de Khàrkiv.

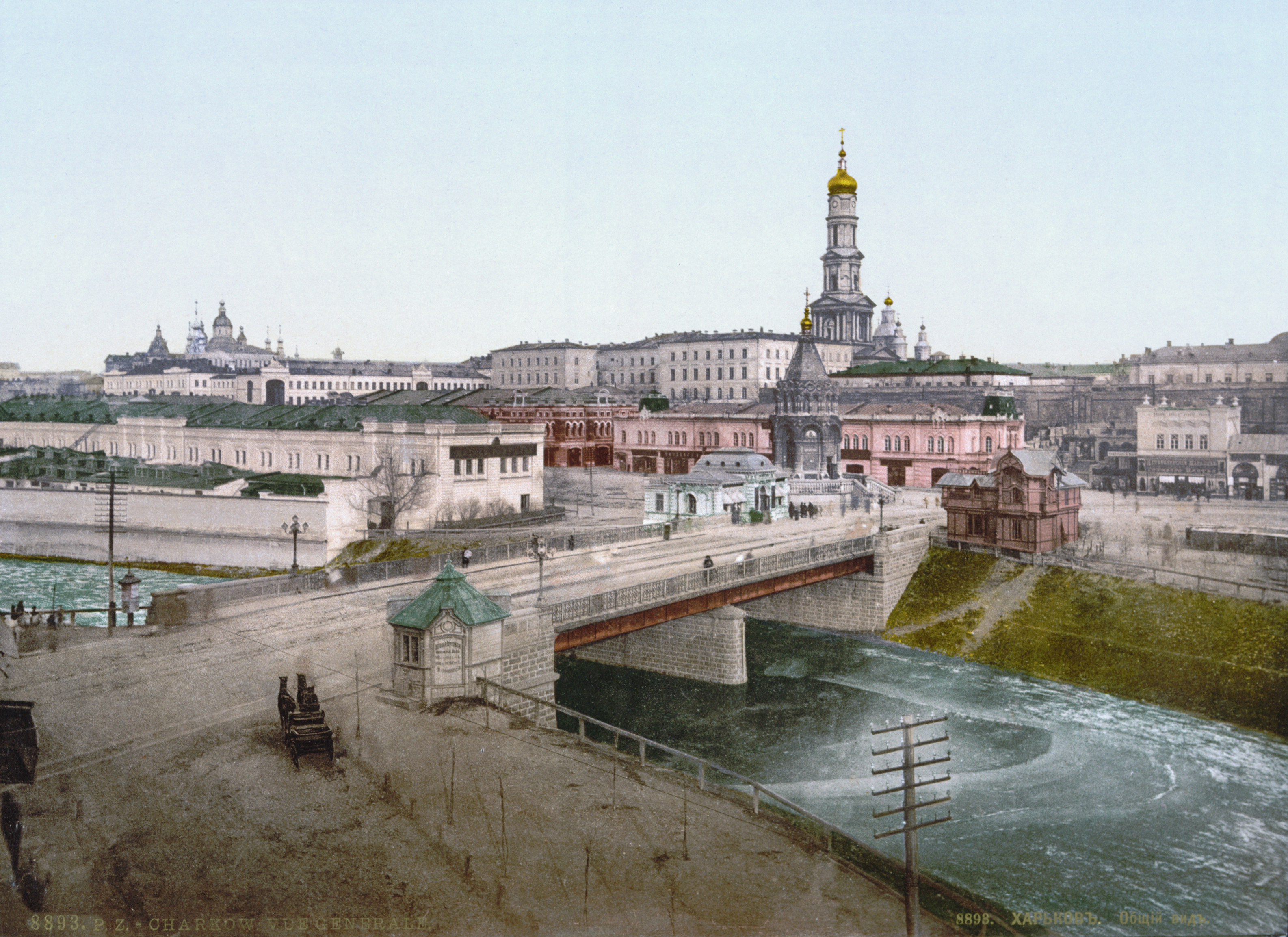
Vista de Khàrkiv a la dècada del 1890.

### Divisions administratives
L'óblast de Khàrkiv està dividida en 27 raions (sing. район, raion, pl. райо́ни, raion·y, subdivisió administrativa similar a les nostres comarques) i 7 ciutats que no depenen d'un raion sinó directament de l'óblast. Aquestes últimes són les ciutats d'Izium (Ізюм), Kupiansk (Куп'я́нськ), Lozova (Лозо́ва), Liubotýn (Люботи́н), Pervomaiskyi (Первомайський), Txuhúïv (Чугу́їв), i la capital de l'óblast, Khàrkiv (Харків).
L'óblast té un total de:
- 17 ciutats (sing: мі́сто, misto, plural: мі́ста, mista), 10 de les quals depenen d'un raion;
- 61 "assentaments de tipus urbà" o SMTs (un смт, smt, се́лище місько́го ти́пу, sélysxe miskoho typu, és un municipi amb estatus entre poble i ciutat);
- 1.508 pobles (село́, seló); i
- 175 llogarrets (се́лище, sélysxe tot sol).

### Principals ciutats
- Khàrkiv (Ха́рків), ciutat capital de l'óblast, un centre cultural i industrial important del país, segona ciutat del país en mida, banyada pels rius Khàrkiv (Харків), Lópan (Лопань), Uda o Udy (Уда o Уди) i Nemýxlia (Немишля), i vorejada pel Síverski Donets.
- Balaklia (Балаклі́я)
- Bohodúkhiv (Богоду́хів)
- Izium (Ізю́м)
- Krasnohrad (Красногра́д)
- Kupiansk (Куп'я́нськ), vora el riu Orill.
- Liubotýn (Люботи́н)
- Lozova (Лозо́ва), vora el riu homònim.
- Pervomaiskyi (Первомайський)
- Txuhúïv (Чугу́їв)
- Balaklíia (Балаклі́я)
- Barvinkove (Барвінкове)
- Bohodúkhiv (Богоду́хів)
- Derhatxi (Дергачі)
- Krasnohrad (Красногра́д, abans del 1922, Костянтиноград, Kostiantynohrad)
- Merefa (Мере́фа)
- Pivdenne (Південне)
- Valky (Ва́лки)
- Zmíïv (Змі́їв)
- Vovtxansk (Вовчанськ)

## Geografia humana i societat

### Educació (universitats)
La província de Khàrkiv compta amb una riquesa d'universitats, la majoria de les quals es concentren a la capital de l'óblast. Alguns d'elles són:

#### General
- Universitat Nacional de Khàrkiv "V.N. Karazin".[2]

#### Les Arts, Humanitats
- Universitat Estatal de les Arts "I. P. Kotliarevksyi" de Khàrkiv, també coneguda com el "Conservatori de Khàrkiv"[3] és un institut prestigiós, en particular reconegut per la seva excel·lència en els camps de la música i el teatre.
- Acadèmia Estatal de Disseny i les Arts de Khàrkiv[4]
- Acadèmia Estatal de Cultura de Khàrkiv, que es pot descriure com un institut de belles arts i més. Té facultats de teatre, coreografia, música, cinematografia i televisió, "culturologia", administració de museus i altres instàncies, biblioteconomia i informàtica, i documentació (Харківська державна академія культури, pàgina en ucraïnès)
- Acadèmia Ucraïnesa de Pedagogia-Enginyeria, un institut de pedagogia que prepara especialistes per a l'ensenyament a secundària[5]

#### Tècnica
- Universitat Politècnica Nacional de Khàrkiv.[6]
- Universitat Nacional d'Enginyeria Aeroespacial.[7]
- Universitat Nacional de Radio-electrònica de Khàrkiv[8]
- Universitat Nacional de l'Automoció i Carreteres de Khàrkiv[9]
- Acadèmia Estatal Ucraïnesa de Transport Ferroviari[10]

#### Medicina, farmàcia, veterinària
- Universitat Nacional de Medicina de Khàrkiv[11]
- Universitat Nacional de Farmàcia[12]
- Acadèmia Estatal de Veterinària de Khàrkiv[13]

#### Economia, empresa, finances
- Universitat Nacional d'Economia de Khàrkiv[14]
- Institut d'estudis bancaris de Khàrkiv, que forma part de la Universitat Ucraïnesa de la Banca[15]

#### Militar, Policia
- Universitat Nacional de Forces Aèries "I.M. Kojedub" de Khàrkiv[16]
- Universitat Nacional d'Afers Interiors, que de fet, és una acadèmia pels cossos de seguretat[17]

## Cultura
- Sanatori-Balneari de Berezivski («Березівські мінеральні води», "Aigües minerals de Berezivkski"), un sanatori a uns 25 km de Khàrkiv, un dels balnearis més antics d'Europa, fundat el 1896.
- Arborètum de Krasnokutsk (Красноку́тський дендропа́рк), fundat el 1793 pel botànic Ivan Karazin (Іва́н Наза́рович Каразі́н), germà del que va fundar la Universitat Nacional de Khàrkiv, aquest bell parc-arborètum abasta 13,6 hectàrees de territori prop de l'assentament de tipus urbà de Krasnokutsk i el poble de Osnóvintsi. El parc conté més de 300 espècies d'arbres rars o exòtics, l'exemplar més gran i vell és un ginkgo. A més dels magnífics exemplars botànics, conté interessants elements arquitectònics del segle xviii que realcen la bellesa del paisatge.
- Complex de parc i museu sobre Hrihorii Skovorodà, el filòsof, poeta i humanista ucraïnès del segle xviii, 18,2 hectàrees al poble de Skovorodýnivka (Сковородинівка, abans Пан-Іванівка, Pan-Ivanivka), el lloc on va passar els últims anys de la seva vida, i on es troba la seva sepultura.
- Izium, ciutat d'interès cultural, amb monuments arquitectònics i històrics i uns bells alentorns.
- Khàrkiv, ciutat d'interès cultural, amb monuments arquitectònics i històrics.
- Txuhúïv, ciutat d'interès cultural, amb monuments arquitectònics i històrics. Hi ha un museu dedicat al pintor Ilià Repin (veg. a baix sota "Personatges")

### Personatges

#### Escriptors
- Hrihorii Skovorodà (Григо́рій Са́вич Сковорода́, Hrihorii Sàvytx Skovorodà, poble de Txornukhy, a l'actual província de Poltava, 1722 - poble d'Ivànivka o Pan-Ivànivka, ara l'assentament de tipus urbà de Skovorodýnivka, a l'actual óblast Khàrkiv, 1794), filòsof, humanista, místic i poeta, conegut com "el Sòcrates ucraïnès", va escriure poesia i diàlegs filosòfics.

- Hryhorii Petróvytx Danylevskyi (ucraïnès: Григорій Петрович Данилевський, rus: Григо́рий Петро́вич Даниле́вский, transcrit: Grigorii Petróvitx Danilevskii; poble de Danýlivka, actual província de Khàrkiv, 1829 - Sant Petersburg, 1890), escriptor ucraïnès que escrivia en rus (s'ha de tenir en compte que a l'imperi Rus, l'ucraïnès era proscrit), autor de diverses novel·les històriques, una de les quals després es va portar al cinema.

- Iura Zoifer (ucraïnès: Ю́ра Зо́йфер; alemany: Jura Soyfer; Khàrkiv, 1912 - camp de concentració de Buchenwald, 1939), escriptor, poeta, periodista, dramaturg i antifacsista austríac d'origen jueu ucraïnès, nascut a Khàrkiv (on va viure fins als 7 anys), autor de les lletres de moltes cançons contestatàries i de protesta política de cabaret, recordat en l'obra de teatre-cabaret Radio-Chanson: Vuit històries sobre Iura Zoifer (“Радіошансон – вісім історій про Юру Зойфера”), del teatre-estudi "Arabesky" (Театр-студію “Арабески”, Arabescs), de Khàrkiv, amb lletres del Serhí Jadan, música de Miskó Bàrbara (Місько Барбара), del grup Mertvyi Píven (Мертвий Півень, "Gall mort") i el grup de música Khàrkiv Klezmer Band.

- Vassyl El·lan-Blakytnyi (Васи́ль Елла́н-Блаки́тний, nom real: Василь Михайлович Елланський, Vassyl Mykhàilovytx El·lanskyi; poble de Kozel, ara Mykhailo-Kotsiubynske, província de Txerníhiv, 1894 - Khàrkiv, 1925), revolucionari i escriptor ucraïnès, redactor, va posar tota la seva energia en fomentar la Renaixença Ucraïnesa. Va morir degut a problemes coronaris. Un any després de la seva mort, va ser etiquetat pel govern soviètic com a "nacionalista burgès" i "bandit", i les seves obres van ser prohibides. Uns anys més tard, tots els seus companys de la facció social-revolucionària (anomenats els "боротьби́стів", borotbýstiv) del partit comunista ucraïnès van ser afusellats o enviats al Gulag (Sibèria).

- Serhí Jadan (Сергі́й Ві́кторович Жада́н, Serhí Víktorovytx Jadan, Starobílsk, 1974), poeta, prosista, assagista, traductor i activista literari de Khàrkiv, vicepresident de l'Associació d'Escriptors Ucraïnesos, i un dels escriptors més importants de la literatura contemporània del país. Té uns 9 o 10 reculls de poesia publicats, més 6 o 7 volums de narrativa. Actua sovint junt amb el grup de música ska que ha co-fundat, Gossos al Cosmos («Собаки в космосі»). Ha contribuït la lletra pel muntatge de teatre-cabaret Radio-Chanson: Vuit històries sobre Iura Zoifer, del teatre-estudi "Arabesky" (Театр-студію “Арабески”, Arabescs), de Khàrkiv, amb el grup de música Khàrkiv Klezmer Band. Les seves obres han estat traduïdes a l'alemany, italià, polonès, belarús, croat, serb, rus, lituà i armeni. Tradueix de l'alemany, anglès, belarús i rus, ha traduït una selecció de poesia de Paul Celan de l'alemany, i Charles Bukowski, entre altres coses. Vegeu algunes obres seves a Poetry International Arxivat 2011-06-13 a Wayback Machine. (poesia en ucraïnès i anglès, i una biografia en anglès).

- Saixkó Uixkàlov (Сашко́ Ушка́лов, nom complet: Олекса́ндр Леоні́дович Ушка́лов, Oleksandr Leonídovytx Uixkàlov, Khàrkiv, 1983), jove poeta, dramaturg, activista literari i traductor (principalment de l'alemany) de la "generació dels 2000", un dels escriptors més importants i influents de la Ucraïna oriental. En el teatre, treballa en el camp de l'absurd.

Per veure més noms, vegeu la Llista d'escriptors d'Ucraïna.

#### Pintors, artistes
- Serhí Vassylkivskyi (Сергі́й Іва́нович Василькі́вський, Serhí Ivànovytx Vassylkivskyi, 1854-1917), pintor ucraïnès, paisatgista de gran renom.

- Ilià Repin o Il·lià Riepin (ucraïnès: Ілля́ Юхи́мович Рє́пін, Il·lià Iukhýmovytx Riepin, ciutat de Txuhúïv, actual província de Khàrkiv, 1844 — 1930, Kuokkala, actual Repino, en aquell temps Finlàndia, actualment Rússia), pintor ucraïnès i rus, un dels grans pintors de la seva època. Té molta temàtica ucraïnesa, com també russa. A part de les obres que té repartides entre museus d'art a Ucraïna, Rússia i Belarús, entre altres països, també té un museu dedicat a ell a Txuhúïv, com també una casa-museu a Zdrauniova (Здраўнева, vóblasts de Vítsiebsk, Belarús), i una a Repino, Rússia.

#### Músics, grups de música
- Khàrkiv Klezmer Band, un grup fundat el 1999 per músics de conservatori. Els components inclouen el seu líder, el violinista Stanislav Raiko (Станіслав Райко), el pianista i acordionista Iurii Khainson (Юрій Хаінсон), el clarinetista Hennadii Fomin (Геннадій Фомін), Mykhailo Krypnikov (Михайло Крупніков), d'origen jueu, i el contrabaixista Abbas Zulfuhàrov (Аббас Зульфугаров), amb col·laboracions d'altres músics. Han participat en el KlezFest a Ucraïna ("Клезфест в Україні") que té lloc anualment a Kíiv, Ucraïna, des del 1999.

#### Arquitectes
- Mikhail Ivànovitx Lovtsov (Михаил Иванович Ловцов, Riazan, 1850 - Khàrkiv, 1907), arquitecte rus que va treballar a Khàrkiv uns 18 anys, i hi va deixar no poques esglésies en un estil neobizantí i eclèctic de principis de segle que s'apropa a o es podria considerar un tipus de modernisme.

#### Científics
- Vassyl Karazin (Васи́ль Наза́рович Кара́зін, Vassyl Nazàrovytx Karazin, poble de Krutxnyk, Gubèrnia de Khàrkiv, imperi Rus, 1773 - Mikolaiv, 1842), intel·lectual, activista, inventor i científic (actiu en els camps de l'agronomia, química, farmacologia i física) que va fundar la Universitat Nacional de Khàrkiv. Germà de l'Ivan Karazin, botànic que va fundar l'Arborètum de Krasnokutsk. El Vassyl Karazin fou un conegut activista en contra del que considerava l'explotació colonial d'Ucraïna per l'imperi Rus. Es va casar amb una serva, i va intentar sortir de l'imperi Rus, però la seva petició va ser denegada. Quan va intentar de fugir igualment, va ser detingut. Més tard, peticionà el tsar reiteradament per fundar una universitat. Quan el permís fou atorgat el 1802, no hi havia prou fons i el Karazin va haver de demanar donacions del públic i va haver de passar privacions per realitzar el seu somni.

- Ivan Karazin (Іва́н Наза́рович Каразі́н, Ivan Nazàrovytx Karazin, poble de Krutxnyk o Osnovyntsi, Gubèrnia de Khàrkiv, imperi Rus, 1780- 1836), botànic que va fundar l'Arborètum de Krasnokutsk (Красноку́тський дендропа́рк) i activista. També era conegut com a químic-tecnic en l'elaboració de vins i licors. Germà de Vassyl Karazin, que va fundar la Universitat Nacional de Khàrkiv.

- Il·lià Il·litx Métxnikov, Ilià Ilitx Métxnikov o, segons la grafia francesa, Élie Metchnikoff (rus: Илья́ Ильи́ч Ме́чников; ucraïnès: Ілля́ Іллі́ч Ме́чников, Ivànivka, gubèrnia de Khàrkiv, imperi Rus, actual província de Khàrkiv, 1845 - 1916, París), científic rus i francès, un dels iniciadors dels estudis sobre l'embriologia evolutiva, la immunologia i la microbiologia. El 1908 va guanyar el Premi Nobel de Medicina.

#### Polítics, activistes, revolucionaris
- Hanna Khoperska (Ганна Хоперська, poble de Vovtxansk, actual província de Khàrkiv, 1891-?) mestre, revolucionària.

## Història
La província de Khàrkiv forma part de la regió històrica de Slobidska Ukraïna (Слобі́дська Украї́на) o Slobojànsxyna (Слобожа́нщина).

## Galeria d'imatges

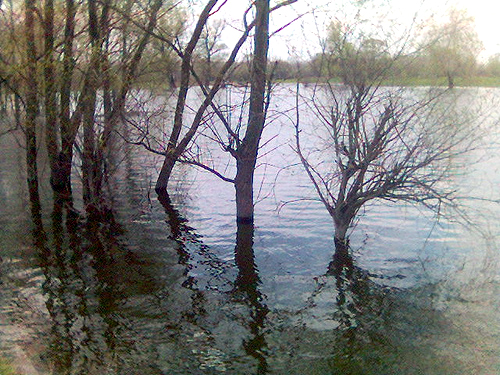
El Síverski Donets. Aigües altes a la primavera, raoin d'Izium.
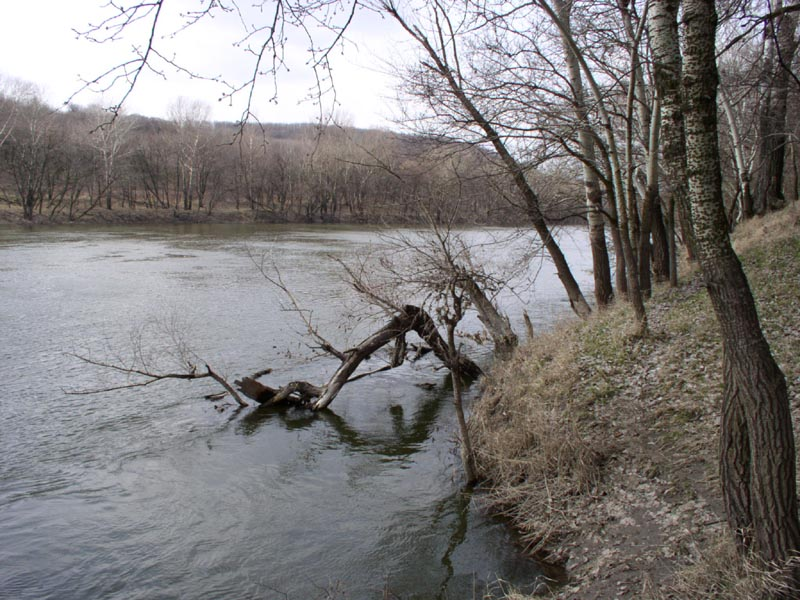
El Síverski Donets. Primavera (raion d'Izium)
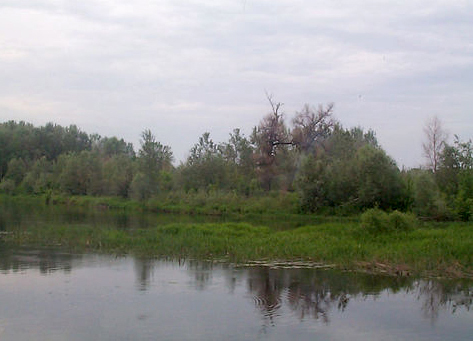
El Síverski Donets Estiu (raion d'Izium)
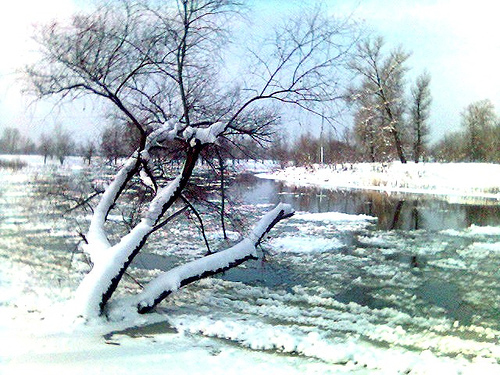
El Síverski Donets Hivern (raion d'Izium)
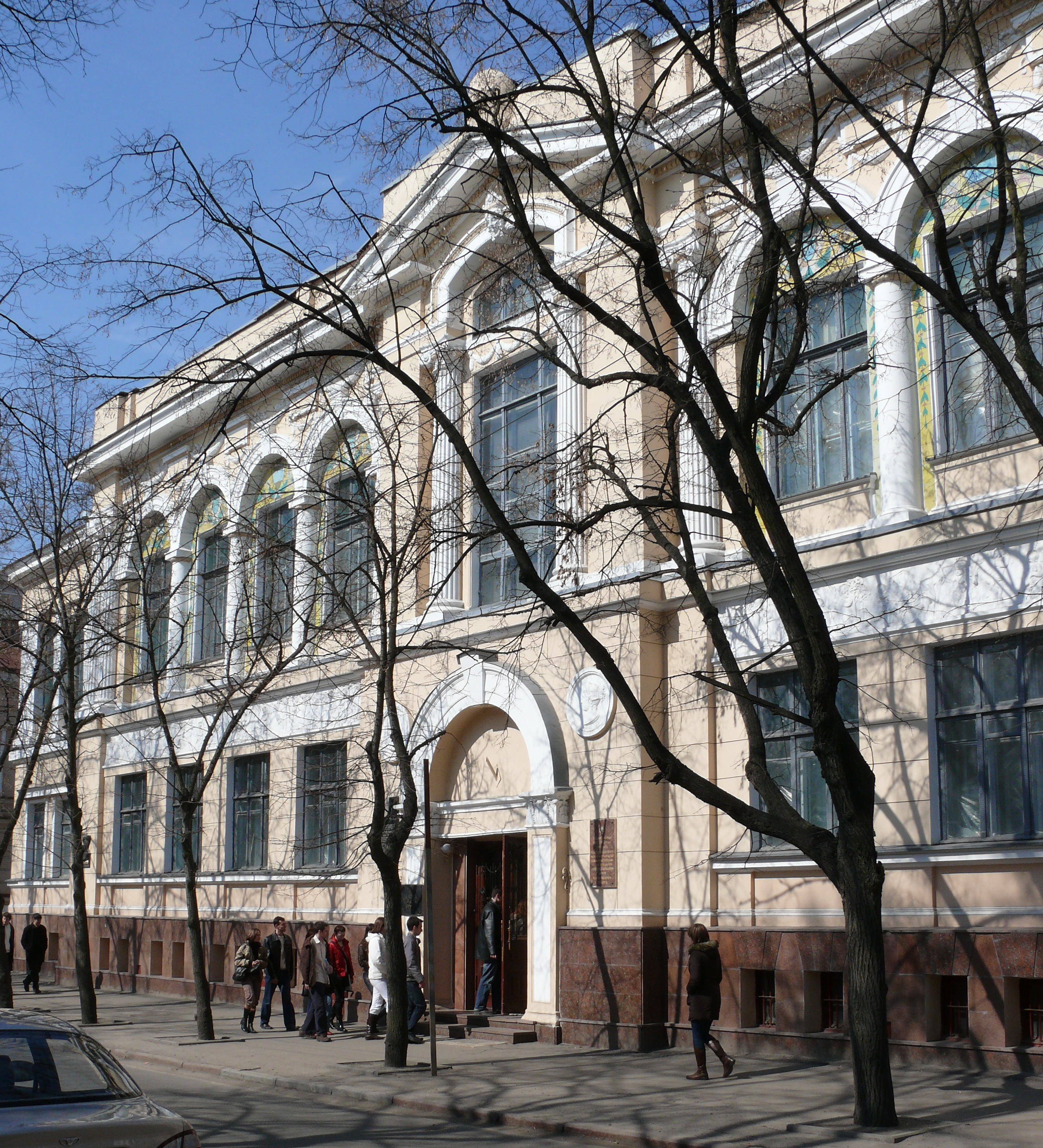
Museu d'art de Khàrkiv.
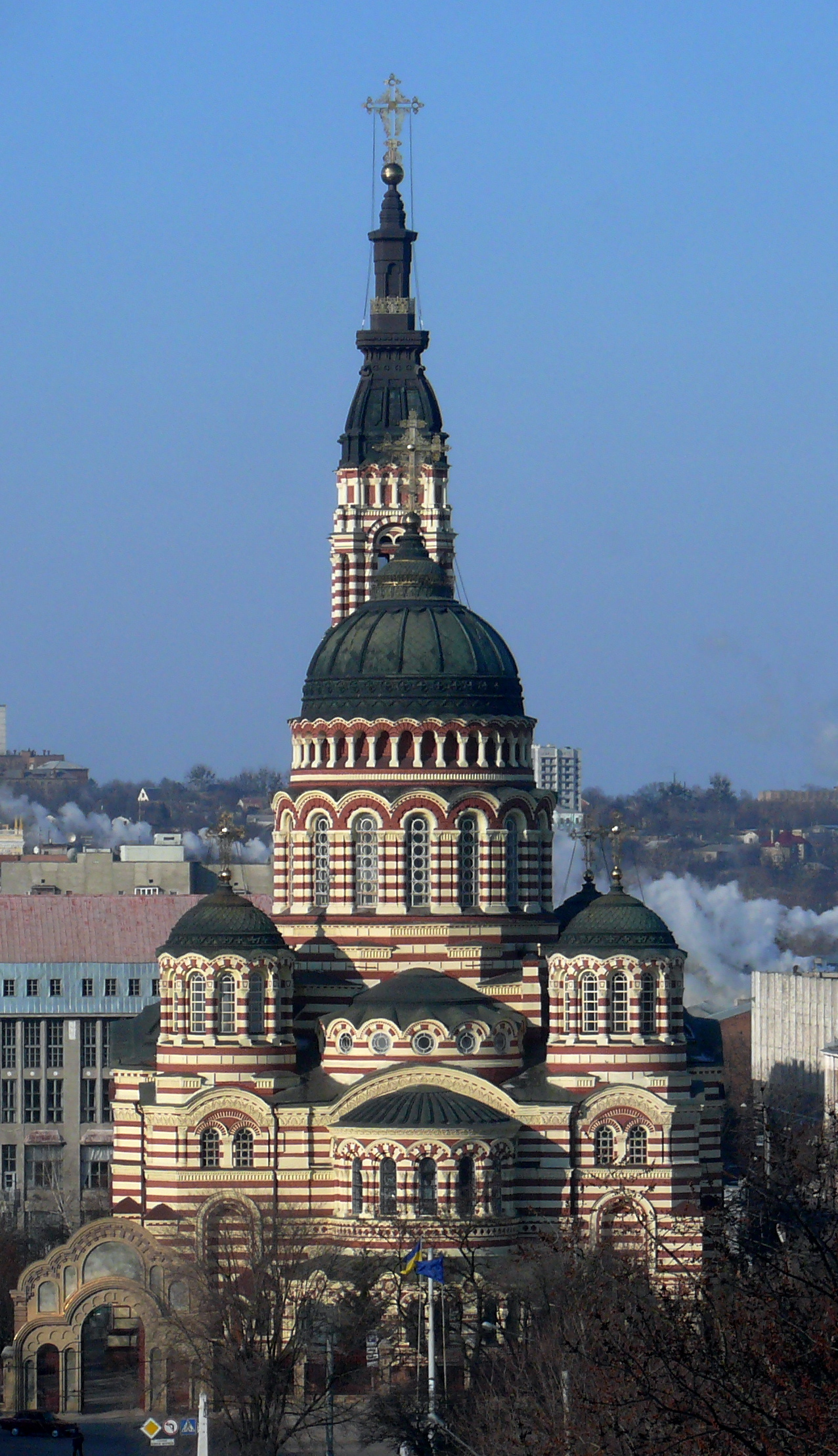
Catedral ortodoxa a Khàrkiv, construïda el 1901.
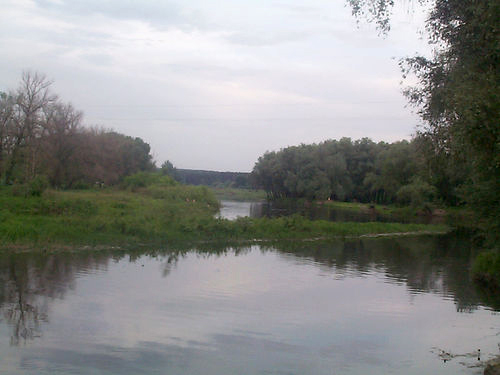
Parc natural regional d'Iziumska Luka (Ізюмська лука, "Prat d'Izium")
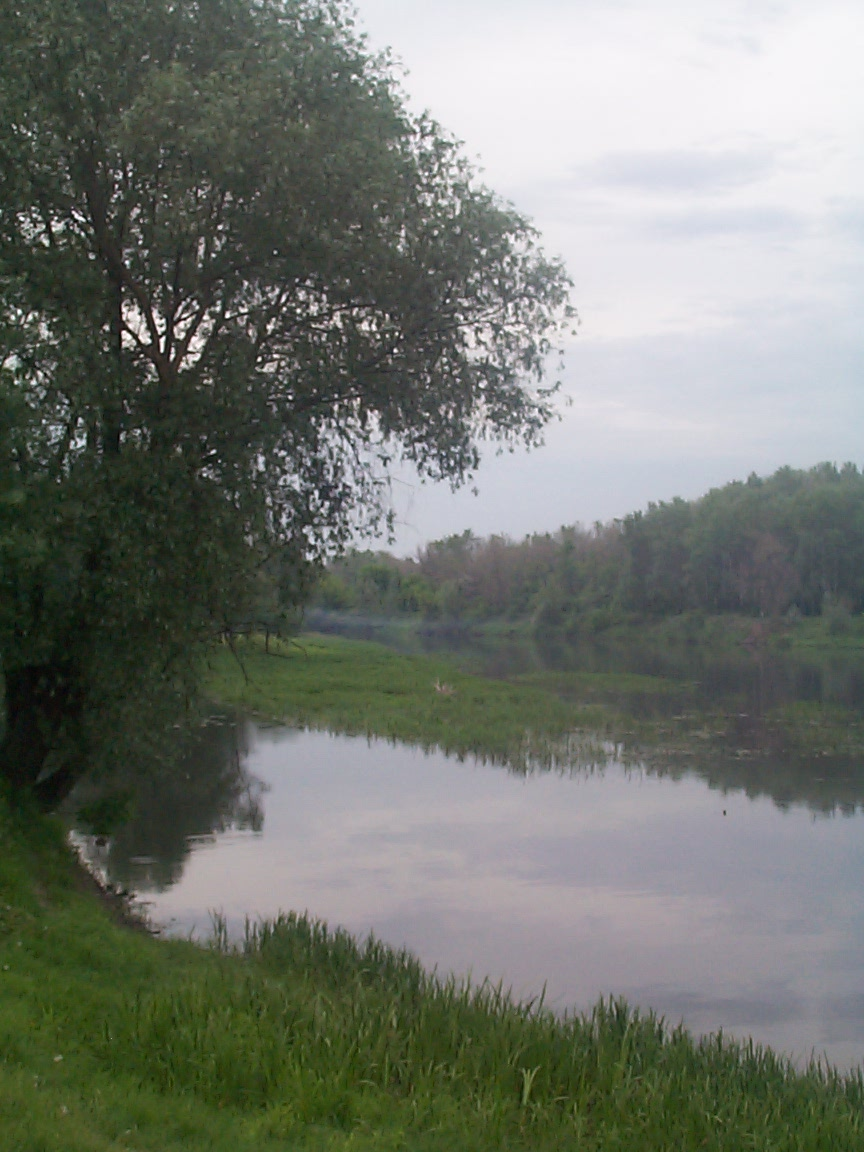
El Síverski Donets vora Izium
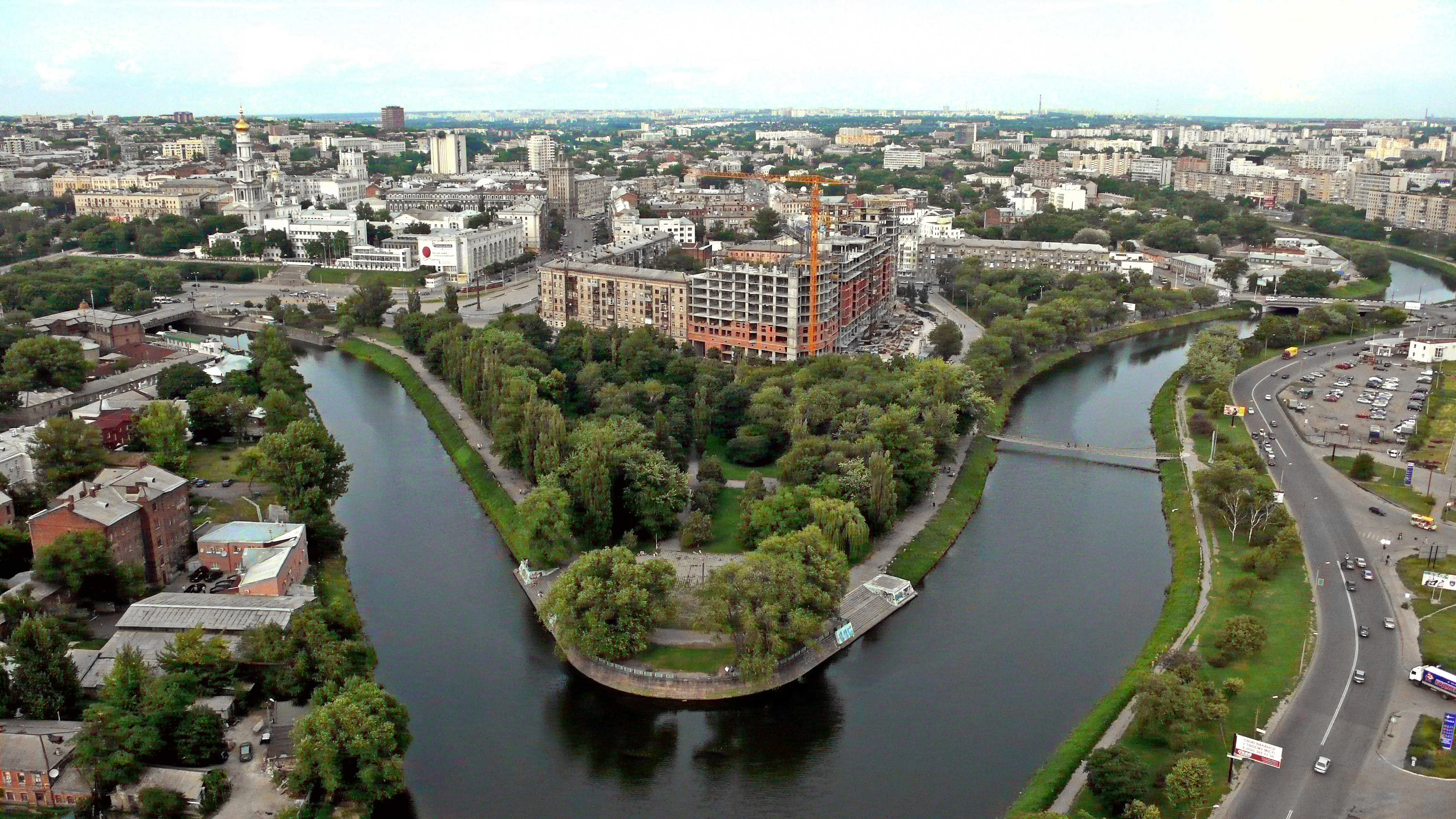
El riu Lópan al revolt on s'ajunta el riu Khàrkiv, conegut com la "Fletxa del Lópan" (Лопанська стрілка, Lópanska strilka) a la ciutat de Khàrkiv
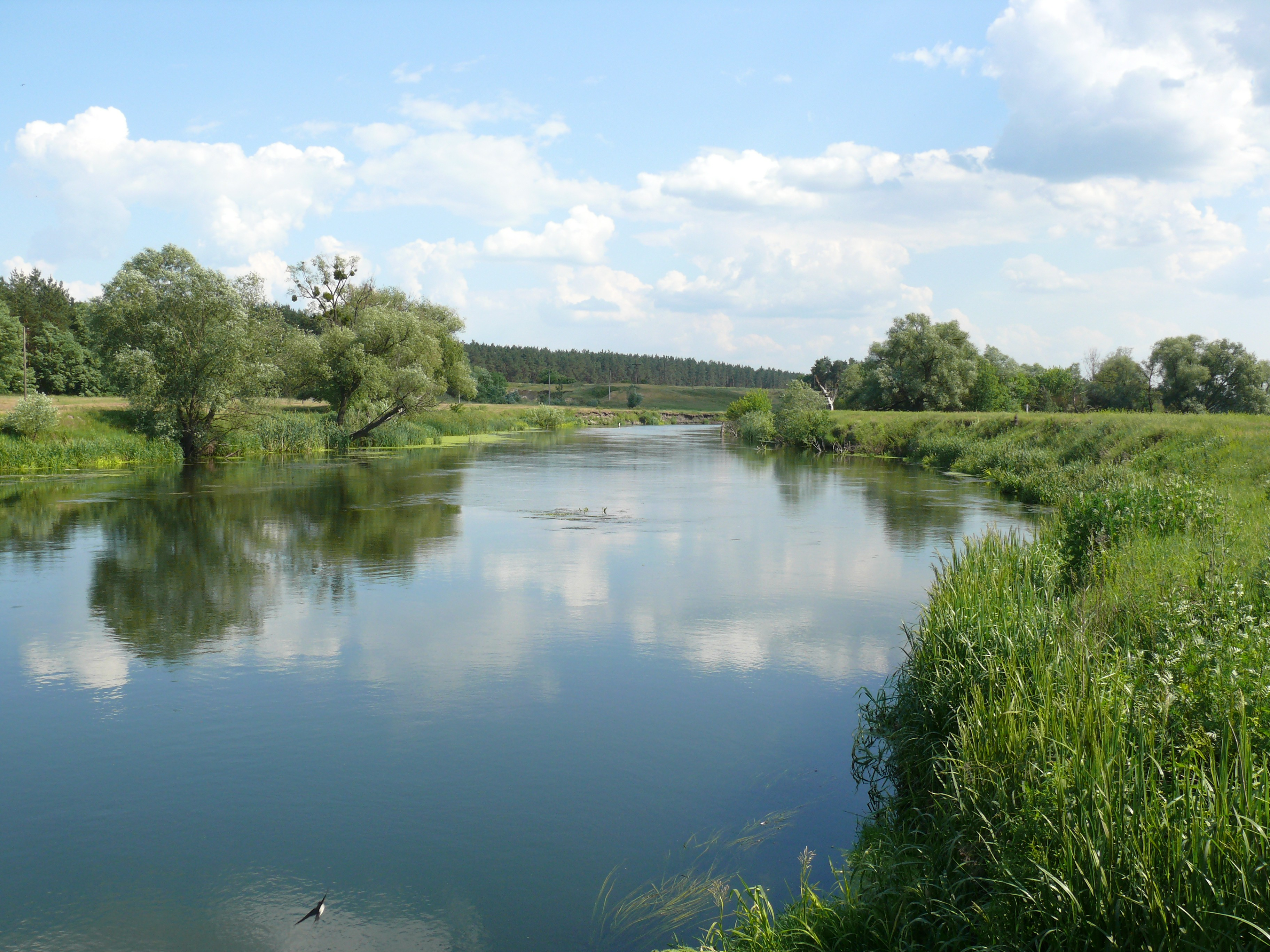
El Síverskyi Donets al terme del poble de Mokhnatx (Мохнач), riu amunt de la ciutat de Zmíïv (Змі́їв)
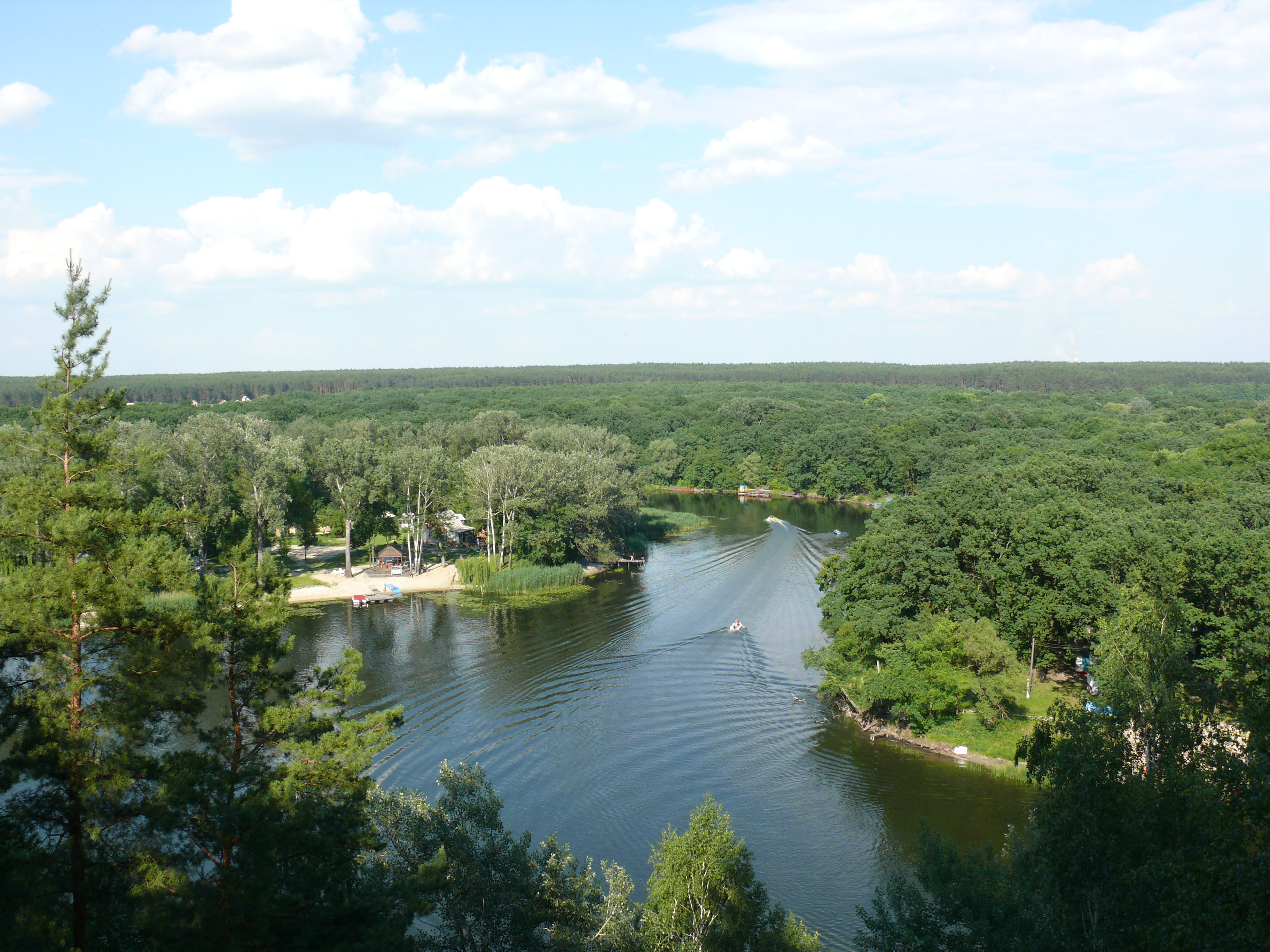
El Síverskyi Donets prop de la Muntanya dels cosacs (Kazatxa horà), després de Zmíïv, al Parc nacional de dels boscs de Homillxa
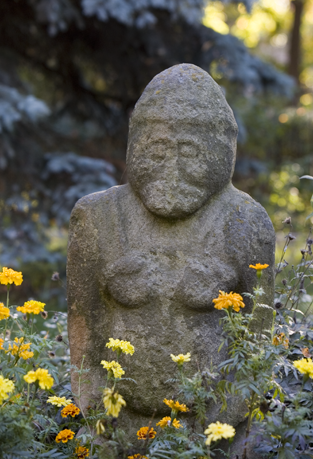
Polevetska baba (Половецька баба), estela escita trobada a la província de Khàrkiv
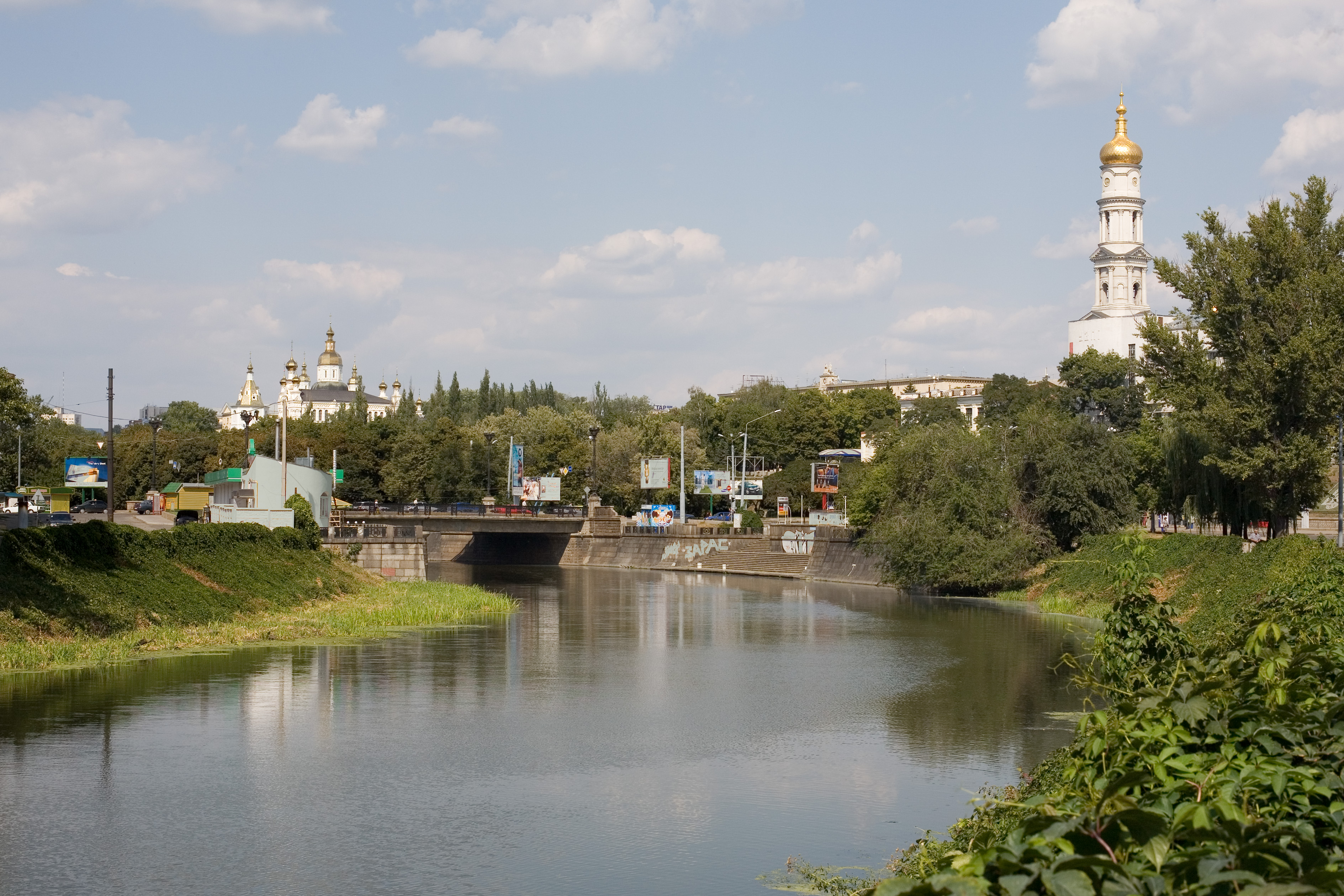
El riu Lópan (Лопань) i unes esglésies a Khàrkiv